# Bagagedrager (Gers Pardoel)
Bagagedrager is een single van rappers Gers Pardoel en Sef. Het nummer staat op het debuutalbum van Gers Pardoel, Deze wereld is van jou. 
Het nummer werd, net als Gers' single Ik neem je mee, een heel grote hit in Nederland en België. In 2012 was in een Nederlandse reclamespot voor McDonald's een aangepaste versie van het nummer om de McWrap te promoten. In datzelfde jaar werd de muziek van het nummer gebruikt voor een reclamespot voor zorgverzekeraar Zilveren Kruis. 
In 2014 maakte de Zuid-Afrikaanse zanger en rapper Snotkop een Afrikaanstalige cover genaamd 'Agter Op My Fiets'.

## Hitnoteringen

### Nederlandse Top 40
| Hitnotering: 31-12-2011 t/m 09-06-2012 | Hitnotering: 31-12-2011 t/m 09-06-2012 | Hitnotering: 31-12-2011 t/m 09-06-2012 | Hitnotering: 31-12-2011 t/m 09-06-2012 | Hitnotering: 31-12-2011 t/m 09-06-2012 | Hitnotering: 31-12-2011 t/m 09-06-2012 | Hitnotering: 31-12-2011 t/m 09-06-2012 | Hitnotering: 31-12-2011 t/m 09-06-2012 | Hitnotering: 31-12-2011 t/m 09-06-2012 | Hitnotering: 31-12-2011 t/m 09-06-2012 | Hitnotering: 31-12-2011 t/m 09-06-2012 | Hitnotering: 31-12-2011 t/m 09-06-2012 | Hitnotering: 31-12-2011 t/m 09-06-2012 | Hitnotering: 31-12-2011 t/m 09-06-2012 |
| Week:                                  | 1                                      | 2                                      | 3                                      | 4                                      | 5                                      | 6                                      | 7                                      | 8                                      | 9                                      | 10                                     | 11                                     | 12                                     | 13                                     |
| -------------------------------------- | -------------------------------------- | -------------------------------------- | -------------------------------------- | -------------------------------------- | -------------------------------------- | -------------------------------------- | -------------------------------------- | -------------------------------------- | -------------------------------------- | -------------------------------------- | -------------------------------------- | -------------------------------------- | -------------------------------------- |
| Positie:                               | 27                                     | 24                                     | 8                                      | 6                                      | 8                                      | 7                                      | 3                                      | 2                                      | 2                                      | 3                                      | 3                                      | 6                                      | 6                                      |
| Week:                                  | 14                                     | 15                                     | 16                                     | 17                                     | 18                                     | 19                                     | 20                                     | 21                                     | 22                                     | 23                                     | 24                                     |                                        |                                        |
| Positie:                               | 8                                      | 11                                     | 11                                     | 12                                     | 13                                     | 17                                     | 18                                     | 21                                     | 28                                     | 35                                     | 39                                     | uit                                    |                                        |

### NederlandseSingle Top 100
| Hitnotering: 17-12-2011 t/m 25-08-2012 | Hitnotering: 17-12-2011 t/m 25-08-2012 | Hitnotering: 17-12-2011 t/m 25-08-2012 | Hitnotering: 17-12-2011 t/m 25-08-2012 | Hitnotering: 17-12-2011 t/m 25-08-2012 | Hitnotering: 17-12-2011 t/m 25-08-2012 | Hitnotering: 17-12-2011 t/m 25-08-2012 | Hitnotering: 17-12-2011 t/m 25-08-2012 | Hitnotering: 17-12-2011 t/m 25-08-2012 | Hitnotering: 17-12-2011 t/m 25-08-2012 | Hitnotering: 17-12-2011 t/m 25-08-2012 | Hitnotering: 17-12-2011 t/m 25-08-2012 | Hitnotering: 17-12-2011 t/m 25-08-2012 | Hitnotering: 17-12-2011 t/m 25-08-2012 | Hitnotering: 17-12-2011 t/m 25-08-2012 | Hitnotering: 17-12-2011 t/m 25-08-2012 | Hitnotering: 17-12-2011 t/m 25-08-2012 | Hitnotering: 17-12-2011 t/m 25-08-2012 | Hitnotering: 17-12-2011 t/m 25-08-2012 | Hitnotering: 17-12-2011 t/m 25-08-2012 |
| Week:                                  | 1                                      | 2                                      | 3                                      | 4                                      | 5                                      | 6                                      | 7                                      | 8                                      | 9                                      | 10                                     | 11                                     | 12                                     | 13                                     | 14                                     | 15                                     | 16                                     | 17                                     | 18                                     | 19                                     |
| -------------------------------------- | -------------------------------------- | -------------------------------------- | -------------------------------------- | -------------------------------------- | -------------------------------------- | -------------------------------------- | -------------------------------------- | -------------------------------------- | -------------------------------------- | -------------------------------------- | -------------------------------------- | -------------------------------------- | -------------------------------------- | -------------------------------------- | -------------------------------------- | -------------------------------------- | -------------------------------------- | -------------------------------------- | -------------------------------------- |
| Positie:                               | 38                                     | 22                                     | 19                                     | 7                                      | 7                                      | 12                                     | 7                                      | 5                                      | 3                                      | 2                                      | 2                                      | 4                                      | 5                                      | 6                                      | 8                                      | 9                                      | 9                                      | 7                                      | 10                                     |
| Week:                                  | 20                                     | 21                                     | 22                                     | 23                                     | 24                                     | 25                                     | 26                                     | 27                                     | 28                                     | 29                                     | 30                                     | 31                                     | 32                                     | 33                                     | 34                                     | 35                                     | 36                                     | 37                                     |                                        |
| Positie:                               | 13                                     | 7                                      | 13                                     | 19                                     | 30                                     | 30                                     | 31                                     | 37                                     | 31                                     | 30                                     | 39                                     | 33                                     | 38                                     | 43                                     | 40                                     | 58                                     | 65                                     | 84                                     | uit                                    |

### VlaamseUltratop 50
| Hitnotering: 10-03-2012 t/m 14-07-2012 | Hitnotering: 10-03-2012 t/m 14-07-2012 | Hitnotering: 10-03-2012 t/m 14-07-2012 | Hitnotering: 10-03-2012 t/m 14-07-2012 | Hitnotering: 10-03-2012 t/m 14-07-2012 | Hitnotering: 10-03-2012 t/m 14-07-2012 | Hitnotering: 10-03-2012 t/m 14-07-2012 | Hitnotering: 10-03-2012 t/m 14-07-2012 | Hitnotering: 10-03-2012 t/m 14-07-2012 | Hitnotering: 10-03-2012 t/m 14-07-2012 | Hitnotering: 10-03-2012 t/m 14-07-2012 | Hitnotering: 10-03-2012 t/m 14-07-2012 | Hitnotering: 10-03-2012 t/m 14-07-2012 | Hitnotering: 10-03-2012 t/m 14-07-2012 | Hitnotering: 10-03-2012 t/m 14-07-2012 | Hitnotering: 10-03-2012 t/m 14-07-2012 | Hitnotering: 10-03-2012 t/m 14-07-2012 | Hitnotering: 10-03-2012 t/m 14-07-2012 | Hitnotering: 10-03-2012 t/m 14-07-2012 | Hitnotering: 10-03-2012 t/m 14-07-2012 | Hitnotering: 10-03-2012 t/m 14-07-2012 |
| Week:                                  | 1                                      | 2                                      | 3                                      | 4                                      | 5                                      | 6                                      | 7                                      | 8                                      | 9                                      | 10                                     | 11                                     | 12                                     | 13                                     | 14                                     | 15                                     | 16                                     | 17                                     | 18                                     | 19                                     |                                        |
| -------------------------------------- | -------------------------------------- | -------------------------------------- | -------------------------------------- | -------------------------------------- | -------------------------------------- | -------------------------------------- | -------------------------------------- | -------------------------------------- | -------------------------------------- | -------------------------------------- | -------------------------------------- | -------------------------------------- | -------------------------------------- | -------------------------------------- | -------------------------------------- | -------------------------------------- | -------------------------------------- | -------------------------------------- | -------------------------------------- | -------------------------------------- |
| Positie:                               | 14                                     | 5                                      | 6                                      | 3                                      | 4                                      | 4                                      | 4                                      | 6                                      | 12                                     | 11                                     | 12                                     | 13                                     | 26                                     | 23                                     | 27                                     | 36                                     | 30                                     | 45                                     | 48                                     | uit                                    |

### VlaamseRadio 2 Top 30
| Hitnotering: 10-03-2012 t/m 16-06-2012 | Hitnotering: 10-03-2012 t/m 16-06-2012 | Hitnotering: 10-03-2012 t/m 16-06-2012 | Hitnotering: 10-03-2012 t/m 16-06-2012 | Hitnotering: 10-03-2012 t/m 16-06-2012 | Hitnotering: 10-03-2012 t/m 16-06-2012 | Hitnotering: 10-03-2012 t/m 16-06-2012 | Hitnotering: 10-03-2012 t/m 16-06-2012 | Hitnotering: 10-03-2012 t/m 16-06-2012 | Hitnotering: 10-03-2012 t/m 16-06-2012 | Hitnotering: 10-03-2012 t/m 16-06-2012 | Hitnotering: 10-03-2012 t/m 16-06-2012 | Hitnotering: 10-03-2012 t/m 16-06-2012 | Hitnotering: 10-03-2012 t/m 16-06-2012 | Hitnotering: 10-03-2012 t/m 16-06-2012 | Hitnotering: 10-03-2012 t/m 16-06-2012 | Hitnotering: 10-03-2012 t/m 16-06-2012 |
| Week:                                  | 1                                      | 2                                      | 3                                      | 4                                      | 5                                      | 6                                      | 7                                      | 8                                      | 9                                      | 10                                     | 11                                     | 12                                     | 13                                     | 14                                     | 15                                     |                                        |
| -------------------------------------- | -------------------------------------- | -------------------------------------- | -------------------------------------- | -------------------------------------- | -------------------------------------- | -------------------------------------- | -------------------------------------- | -------------------------------------- | -------------------------------------- | -------------------------------------- | -------------------------------------- | -------------------------------------- | -------------------------------------- | -------------------------------------- | -------------------------------------- | -------------------------------------- |
| Positie:                               | 28                                     | 22                                     | 21                                     | 19                                     | 20                                     | 18                                     | 17                                     | 17                                     | 18                                     | 20                                     | 22                                     | 25                                     | 28                                     | 29                                     | 30                                     | uit                                    |